# Blue Archive
Blue Archive (tiếng Nhật: ブルーアーカイブ; tiếng Hàn Quốc: 블루 아카이브) là một trò chơi điện tử nhập vai được phát triển bởi Nexon Games (trước đây là NAT Games), một công ty con của Nexon. Trò chơi được phát hành vào năm 2021 ở thị trường Nhật Bản bởi Yostar dành cho các hệ máy Android và iOS và được phát hành toàn cầu sau đó cùng năm bởi Nexon. Đây là trò chơi free-to-play (chơi miễn phí) với cơ chế gacha để sở hữu các nhân vật mới. Một bộ anime truyền hình dài tập được chuyển thể có tên là Blue Archive The Animation được phát sóng từ tháng 4 năm 2024.
Người chơi đồng thời là nhân vật chính là Sensei (giáo viên) được triệu tập tới thành phố học viện Kivotos bởi chủ tịch Hội Học sinh Liên bang (General Student Council - GSC), thực thể hành chính đứng đầu toàn thành phố. Sau khi cô đột ngột biến mất, các hoạt động tội phạm gia tăng ở Kivotos, người chơi được các thành viên còn lại của hội đồng giao nhiệm vụ giải quyết các vấn đề và giúp tìm kiếm chủ tịch.

## Lối chơi
Blue Archive là một trò chơi nhập vai chiến thuật cho phép người chơi thành lập và huy động đơn vị tối đa sáu thành viên (hai "Special" và bốn "Striker") để tham gia vào các chiến dịch quân sự khác nhau. Sức mạnh của học sinh có thể được tăng cường theo nhiều cách khác nhau chẳng hạn như tăng cấp độ, tăng các chỉ số về vũ khí, giáp và kĩ năng. Nhiều học sinh có thể được tuyển dụng thông qua cơ chế gacha sử dụng tiền tệ trong game và có thể mua thông qua mua hàng trong ứng dụng.
Các đơn vị được huy động trên "hex-map" (bản đồ sử dụng hình lục giác) và đánh theo lượt, các trận đánh xảy ra khi đơn vị tương tác với kẻ địch hoặc ngược lại. Trong trận chiến, các Striker di chuyển dọc theo một tuyến đường thẳng và đôi khi chạm trán với các nhóm kẻ địch. Các Striker tự động tấn công kẻ địch và có thể ẩn nấp sau các vật thể để giảm khả năng trúng đạn. Special không tham gia trực tiếp vào trận chiến, thay vào đó họ tăng các chỉ số cho Striker và hỗ trợ từ tuyến sau. Người chơi nói chung không có quyền kiểm soát trận đấu ngoại trừ việc sử dụng các kĩ năng của học sinh. Đạn tấn công và giáp phòng thủ của học sinh và kẻ địch tương tác mạnh yếu với nhau dựa trên cơ chế kéo-búa-bao, ngoài ra còn có địa hình ưa thích của mỗi học sinh, điều này quyết định điểm mạnh và điểm yếu của học sinh. Khi học sinh mất hết máu, họ sẽ được giải cứu bằng trực thăng và không thể tiếp tục tham chiến.

## Câu chuyện
Chú ý: Phần sau đây sẽ tiết lộ nội dung cốt truyện

### Bối cảnh
Lấy bối cảnh trên một hành tinh tương tự Trái Đất, câu truyện của Blue Archive diễn ra tại Thành phố Học viện Kivotos, một thành phố được thành lập bởi hàng ngàn học viện khác nhau. Cư dân Kivotos được chia thành ba nhóm chủng tộc duy nhất: Nhân tộc, đại diện là các học sinh nữ trong trò chơi, là con người hoặc mang hình người nhưng sở hữu một số đặc điểm ít ỏi của thiên thần, ác quỷ, yêu tinh, động vật như cánh, tai, đuôi; Thú tộc gồm các loại động vật như gấu mèo, mèo, cáo,... có trí thông minh như con người và Robot cũng tương tự như vậy. Học sinh ở đây có quyền mang theo súng như thể là đồ trang trí, thậm chí trẻ mẫu giáo còn được phép sở hữu lựu đạn thật như thể là đồ chơi, nên các vụ xả súng trong thành phố thường xuyên xảy ra nhưng tỉ lệ chết lại rất thấp do Nhân tộc sở hữu Halo trên đầu, cho phép họ sống sót sau hàng loạt phát đạn hay vụ nổ, Họ chỉ chết khi Halo bị phá hủy hoặc các yếu tố tự nhiên khác.
Cơ quan hành chính trung ương trực tiếp quản lý thành phố Kivotos là Hội Học sinh Liên bang (General Student Council - viết tắt là GSC) có thẩm quyền kiểm soát tất cả các trường/học viện của thành phố và toàn bộ thành phố thông qua Tòa tháp Thánh địa (Sanctum Tower) tọa lạc ở trung tâm thành phố. Người thật sự nắm quyền kiểm soát tòa tháp là người đứng đầu Hội, Chủ tịch Hội Học sinh Liên bang, Mặc dù GSC là cơ quan quản lý chính toàn Kivotos, nhiều trường/học viên ở đây tự cai trị các quận/đơn vị hành chính của họ một cách độc lập, trong đó ba trường/học viện quyền lực nhất thành phố, gọi là các Đại học viện, gồm Trường Khoa học Công nghệ Millennium (Millennium Science School), Học viện Tổng hợp Trinity (Trinity General School) và Học viện Gehenna (Gehenna Academy).
Trước khi các sự kiện trong trò chơi diễn ra, Chủ tịch Hội Học sinh Liên bang, đã triệu tập nhân vật của người chơi được biết đến với tên gọi là Sensei, làm cố vấn cho Câu lạc bộ Điều tra Liên bang Độc lập S.C.H.A.L.E., một thực thể hành chính độc lập và phi pháp nhưng với quyền hạn đặc biệt có thể vượt ra ngoài quyền hạn thông thường của GSC do chính chủ tịch thành lập. Sau khi chủ tịch Hội đột nhiên biến mất, GSC làm mất quyền kiểm soát Tháp Thánh địa. Xung đột, hỗn loạn và gần như vô chính phủ là những gì Thành phố Học viện Kivotos đã và đang phải chịu đựng khi chủ tịch mất tích.
Tòa tháp Thánh địa sau đó, thông qua việc sử dụng vật phẩm "Shittim Chest" bí ẩn trong máy tính bảng của Sensei đã được trao lại cho một AI trú ngụ trong đó tên là Arona, thẩm quyền truy cập Tòa tháp và quyền quản lý thành phố tạm thời được bàn giao lại cho SCHALE mà cụ thể là Sensei. Cũng từ đây, Sensei sẽ phải giải quyết tất cả các vấn đề, xung đột, mâu thuẫn giữa các học sinh, giữa các trường và giữa các tổ chức khác nhau rải rác quanh thành phố. Ngoài ra, còn phải đối mặt với hàng loạt sự kiện, sự cố, hiện tượng huyền bí gây hại đến sự tồn vong của cả Thành phố Học viện

#### Câu chuyện
Câu chuyện được chia thành nhiều "tập" (Volume) khác nhau, tập trung vào một nhóm cụ thể của ngôi trường tương ứng, mỗi tập cũng được chia thành các chương (Chapter). Tính đến thời điểm hiện tại có tổng cộng năm tập, trong số đó bốn tập đầu liên kết với nhau tạo ra tình tiết cao trào của câu truyện có tựa đề "Volume F".
Trái ngược với hầu hết các trò chơi gacha trên thị trường, phần lớn câu truyện của Blue Archive được thể hiện dưới dạng visual novel, ở một số tập nhất định, người chơi sẽ sử dụng các nhân vật chỉ định được nâng cấp từ trước và chiến đấu, hầu hết trong số đó đã được định sẵn cái kết. Lối chơi này giúp bối cảnh hóa câu truyện đồng thời khóa các chương tiếp theo tương tự như rào cản cấp độ ở các tựa game gacha khác. Trò chơi cũng có thêm các sự kiện để làm phong phú câu truyện.
| Volume (Tập) | Trường/Học viện chính                                          | Tiêu đề                                             |
| ------------ | -------------------------------------------------------------- | --------------------------------------------------- |
| Volume 1     | Trường Cao trung Abydos                                        | Foreclosure Task Force (Ủy ban Đối sách)            |
| Volume 2     | Trường Khoa học Millennium                                     | Clockwork Flower Pavane (Vũ khúc chiếc đồng hồ hoa) |
| Volume 3     | Học viện Tổng hợp Trinity, Học viện Gehenna và Phân hiệu Arius | Eden Treaty (Hiệp ước Eden)                         |
| Volume 4     | Học viện Đặc nhiệm SRT                                         | The Rabbit of Caerbannog (Thỏ Caerbannog)           |
| Volume 5     | Học viện Liên minh Hyakkiyako                                  | Hyakka Ryōran (Bách Hoa Liễu Loạn)                  |
| Volume Final | SCHALE và Hội Học sinh Liên bang                               | Where All Miracles Begin (Nơi mọi phép màu bắt đầu) |
| Volume EX    | Trường Khoa học Millennium                                     | Decagrammaton                                       |

## Truyền thông

### Anime

#### ONA
Hai bản ONA ngắn được phát hành riêng lẻ với mục đích chính để quảng cáo trò chơi. Cả hai đều được Yostar Pictures sản xuất và phát hành trên kênh YouTube chính thức của họ.
Bộ phim 1.5th Anniversary Short Animationđược phát hành vào ngày 16 tháng 7, 2022 dưới dạng một đoạn phim hoạt hình đặc biệt dài 9 phút kể về sự kiện mùa hè và sự kiện kỷ niệm một năm rưỡi phát hành trò chơi, với sự tham gia của các học sinh đến từ các trường như Abydos, Hyakkiyako, Trinity và Gehenna đang trong quá trình chuẩn bị cho sự kiện mùa hè của họ.
Beautiful Day Dreamer là một đoạn hoạt hình khác, có sự góp mặt của Game Development Department (GDD) đến từ Trường Khoa hovj Thiên niên kỷ. Bộ phim được phát hành vào ngày 22 tháng 11, 2022 với thời lượng khoảng 9 phút.
Bộ phim 2.5th Anniversary Short Animation được phát hành vào ngày 23 tháng 7, 2023.
| TT. | Tiêu đề                             | Ngày phát hành gốc   |
| --- | ----------------------------------- | -------------------- |
| 1   | "1.5th Anniversary Short Animation" | 16 tháng 7 năm 2022  |
| 2   | "Beautiful Day Dreamer"             | 22 tháng 11 năm 2022 |
| 3   | "2.5th Anniversary Short Animation" | 23 tháng 7 năm 2023  |

#### Blue Archive the Animation
Một bộ phim anime truyền hình chuyển thể với tựa đề Blue Archive The Animation được công bố vào ngày 22 tháng 1, 2023. Bộ phim được sản xuất bởi Yostar Pictures và CANDYBOX, đạo diễn bởi Yamagishi Daigo, Ōnogi Hiroshi và Yamagishi giám sát kịch bản, Maki Shunji làm trợ lý đạo diễn và Hagiwara Hiromitsu thiết kế nhân vật và làm giám đốc hoạt hình. Anime sẽ chuyển thể phần "Countermeasures Committee". Diễn viên là những nhân vật đang đảm nhận vai trò của họ trong trò chơi. Bộ anime ra mắt vào ngày 7 tháng 4, 2024 trên TV Tokyo như một phần của "loạt phim hoạt hình tối Chủ Nhật mới chưa được đặt tên" và các phương tiện mạng khác. Medialink chịu trách nhiệm cấp phép và phát sóng tác phẩm tại khu vực châu Á–Thái Bình Dương (ngoại trừ Úc và New Zealand) trên kênh YouTube Ani-One Asia. Anime cũng được phát hành cho các quốc gia khu vực Bắc Mỹ thông qua kênh tiếng Anh chính thức trên nền tảng YouTube.
| TT. | Tiêu đề | Đạo diễn                             | Biên kịch                     | Phân cảnh                          | Ngày phát hành gốc  |
| --- | --- | ------------------------------------ | ----------------------------- | ---------------------------------- | ------------------- |
| 01  | "Ủy ban Đối sách Ngăn Trường bị Đóng cửa, Trung học Abydos" Chuyển ngữ: "Abidos Kōtōgakkō Haikō Taisaku Iinkai" (tiếng Nhật: アビドス高等学校廃校対策委員会) | Yamagishi Daigo                      | Ōnogi Hiroshi Yamagishi Daigo | Yamagishi Daigo                    | 7 tháng 4 năm 2024  |
| 02  | "Em Không Chấp nhận!" Chuyển ngữ: "Watashi wa Mitome Nai!" (tiếng Nhật: 私は認めない！)                                                                      | Maki Shunji                          | Hiroshi Ōnogi Hiroshi         | Maki Shunji                        | 14 tháng 4 năm 2024 |
| 03  | "Cứ Giao cho Vạn Sự Ốc 68" Chuyển ngữ: "Benriya Shikkusutii-Eito ni Omakase Kudasai!" (tiếng Nhật: 便利屋68にお任せください！)                               | Kobayashi Hisanori                   | Ōnogi Hiroshi Yamagishi Daigo | Masuda Toshihiko Yamagishi Daigo   | 21 tháng 4 năm 2024 |
| 04  | "Băng Đồ bơi Mặt nạ" Chuyển ngữ: "Fukumen Mizugi Dan" (tiếng Nhật: 覆面水着団☆)                                                                              | Komatsu Kazuma                       | Ōnogi Hiroshi                 | Azuma Ryōsuke                      | 28 tháng 4 năm 2024 |
| 05  | "Không phải là Bạn!" Chuyển ngữ: "Tomodachi Nanka Ja Nai!" (tiếng Nhật: 友達なんかじゃない！)                                                                | Kunimoto Ichio                       | Tomoyama Kuni                 | Umetsu Tomomi                      | 5 tháng 5 năm 2024  |
| 06  | "Ủy ban Kỷ luật Gehenna" Chuyển ngữ: "Gehena Fūuki Iinkai" (tiếng Nhật: ゲヘナ風紀委員会)                                                                    | Xiao Zhu                             | Tomoyama Kuni                 | Xiao Zhu                           | 12 tháng 5 năm 2024 |
| 07  | "Chỉ Có thể Hướng về Phía trước" Chuyển ngữ: "Mae ni Susumu shika..." (tiếng Nhật: 前に進むしか...)                                                          | Nakajima Masaoki                     | Ōnogi Hiroshi                 | Nakajima Masaoki                   | 19 tháng 5 năm 2024 |
| 08  | "Bí mật" Chuyển ngữ: "Himitsu" (tiếng Nhật: 秘密) | Sakurabi Katsushi                    | Yostar Pictures               | Watanabe Terushige Yamagishi Daigo | 26 tháng 5 năm 2024 |
| 09  | "Đến Sa mạc Abydos" Chuyển ngữ: "Abidos Sabaku e" (tiếng Nhật: アビドス砂漠へ)                                                                               | Tanabe Shin'ichi                     | Ōnogi Hiroshi                 | Hoshikawa Takafumi Yamagishi Daigo | 2 tháng 6 năm 2024  |
| 10  | "Nơi Duy nhất có Ý nghĩa" Chuyển ngữ: "Yui'itsu Imi no Aru Basho" (tiếng Nhật: 唯一意味のある場所)                                                           | Maki Shunji                          | Asafuji Hotaru                | Maki Shunji                        | 9 tháng 6 năm 2024  |
| 11  | "Vì Đó là Học sinh của Tôi" Chuyển ngữ: "Watashi no Seito Dakara" (tiếng Nhật: 私の生徒だから)                                                               | Tanabe Shin'ichi                     | Tomoyama Kuni                 | Tanabe Shin'ichi                   | 16 tháng 6 năm 2024 |
| 12  | "Chị đã Về!" Chuyển ngữ: "Tadaima" (tiếng Nhật: ただいま) | Maki Shunji Yamagishi Daigo Xiao Zhu | Asafuji Hotaru                | Maki Shunji Yamagishi Daigo        | 23 tháng 6 năm 2024 |

### Phương tiện in ấn
Trò chơi đã phát hành một số phương tiện truyền thông in ấn chính thức như các tuyển tập truyện tranh, series manga spinoff và hai quyển artwork chính thức.

#### Blue Archive Official Artworks
Cuốn sách tổng hợp artwork của trò chơi với tựa đề Blue Archive Official Artworks được xuất bản bởi Ichijinsha dưới nhãn DNA Media Comics với tập đầu tiên ra mắt vào ngày 5 tháng 10, 2022. Tập đầu tiên bao gồm nhiều bản thiết kế nhân vật gốc cùng thông tin cá nhân của họ, các bức tranh liên quan xuyên suốt sự kiện năm đầu tiên của trò chơi, ngoài ra còn có các bức tranh khác của khách mời và phỏng vấn nhân viên. Tập thứ hai bao gồm các bức tranh và thông tin liên quan khác từ năm hai của trò chơi và được phát hành vào ngày 19 tháng 12, 2023.
Cuốn sách cũng được xuất bản bằng tiếng Trung phồn thể và tiếng Hàn bởi Nexon.

#### Tuyển tập truyện tranh
Một series tuyển tập truyện tranh có tên Blue Archive Anthology Comic bao gồm các câu truyện ngắn bởi những họa sĩ khác nhau, được công bố sản xuất vào ngày 24 tháng 7, 2021; tập đầu tiên của series phát hành vào ngày 26 tháng 7, 2021 bởi Ichijinsha. Manga đã được phát hành tới tập 3 tính đến ngày 25 tháng 7, 2023.

Một bộ tuyển tập truyện tranh khác có tên là Blue Archive Dengeki Anthology Comic được phát hành bởi Kadokawa Corporation dưới nhãn hiệu Dengeki Comics EX vào ngày 3 tháng 2, 2023.

#### Problem Solver 68 Business Diary
Một manga spinoff với tựa đề Blue Archive: Problem Solver 68 Business Diary (tiếng Nhật: ブルーアーカイブ 便利屋68業務日誌, đã Latinh hoá: Blue Archive Benriya 68 Gyōmu Nisshi), tập trung vào các nhân vật trong Problem Solver 68. Manga được phát hành hàng tháng bởi Bushiroad trên website Comic Bushiroad Web của họ bắt đầu từ ngày 14 tháng, 2022, và được minh họa bởi Nogiwa Kaede. Tập đầu tiên của manga được phát hành vào ngày 8 tháng 6, 2023. Mặc dù không có phiên bản phát hành tiếng Việt chính thức nhưng có bản dịch của người hâm mộ được cung cấp trực tuyến.

#### The Great Adventure of Game Development Department!
Một manga spinoff khác với tựa đề Blue Archive: The Great Adventure of Game Development Department! (tiếng Nhật: ブルーアーカイブ ゲーム開発部だいぼうけん！, đã Latinh hoá: Blue Archive Game Kaihatsubu Daibouken!) được thông báo đang trong quá trình sản xuất trong buổi phát sóng trực tuyến vào ngày 30 tháng 10, 2023, tập trung vào 4 nhân vật thuộc Phòng ban Phát triển Game của trường Millennium. Manga được minh họa bởi Asato Mizu và bắt đầu tuần tự hóa trên website manga Gangan Online của Square Enix vào ngày 31 tháng 12, 2023. Mặc dù không có phiên bản phát hành tiếng Việt chính thức nhưng có bản dịch của người hâm mộ được cung cấp trực tuyến.

### Âm nhạc

#### Bài hát chủ đề
Một vài bài hát được sử dụng xuyên suốt trò chơi. "Clear Morning" của Ogura Yui được sử dụng làm bài hát chủ đề chính trong phiên bản tiếng Nhật của trò chơi với đĩa đơn được phát hành vào ngày 31 tháng 3, 2021. "Target for love" thể hiện bởi Lee Jin-ah được chọn làm bài hát chủ đề cho phiên bản toàn cầu của trò chơi, bài hát được chia ra làm hai phiên bản tiếng Hàn và tiếng Anh lần lượt được sử dụng cho phiên bản Hàn Quốc và các khu vực còn lại. Đối với phiên bản tiếng Trung, "Blue Canvas" của ClariS được sử dụng làm bài hát chủ đề trong khu vực.
Một số chủ đề khác được sử dụng trong trò chơi như "Kagayaki Summer Days" và "Our Quest" được sử dụng trong các đoạn phim hoạt hình ngắn và được thể hiện bởi các diễn viên lồng tiếng của trò chơi. "Memories of Kindness", chủ đề kết thúc của Volume Final được hát bởi Kano bằng tiếng Nhật và Younha cho phiên bản tiếng Hàn và tiếng Anh. Younha cũng là người hát "Thanks to", đây là bài hát chủ đề đặc biệt cho sự kiện kỷ niệm 1,5 năm của trò chơi ở Hàn Quốc bằng tiếng Anh và tiếng Hàn.

#### Soundtrack
Các bài soundtrack của trò chơi hầu hết được soạn bởi Mitsukiyo, Karut và Nor. Những nhà soạn nhạc khác cũng đóng góp các bài hát của họ như Aiobahn cho sự kiện hợp tác với series Toaru Kagaku no Railgun.
Các soundtrack chính thức trong bộ album mang tên Blue Archive Original Soundtrack với tập đầu tiên được phát hành vào ngày 24 tháng 3, 2022. Tập mới nhất, Vol. 5 được phát hành vào ngày 21 tháng 1, 2024.

## Phát triển
Yostar công bố một trò chơi di động và tổ chức thử nghiệm beta kín dành cho các thiết bị Android vào tháng 7 năm 2020. Trò chơi ban đầu được dự kiến phát hành vào năm 2020 nhưng sau đó được dời sang vào ngày 4 tháng 2, 2021.
Phiên bản tiếng Anh của trò chơi được công bố vào tháng 8 năm 2021 và đã đạt được hơn 1 triệu lượt đăng kí trước khi trò chơi phát hành. Blue Archive được phát hành toàn cầu vào ngày 8 tháng 11 cùng năm bởi Nexon.
Vào ngày 11 tháng 11, 2022, Nexon đã cập nhật xếp hạng của phiên bản toàn cầu của trò chơi thành "Người trưởng thành" so với xếp hạng "Thiếu niên" ban đầu, đồng thời phát hành một phiên bản xếp hạng "Thiếu niên" riêng của trò chơi, đặc biệt là do các vấn đề xếp hạng của nó tại Hàn Quốc. Phiên bản xếp hạng "Thiếu niên" có một số thay đổi về nội dung so với bản gốc.
Phiên bản tiếng Trung giản thể của trò chơi dành cho thị trường Trung Quốc được tiết lộ vào tháng 3 năm 2023 khi chính quyền Trung Quốc đưa ra tuyên bố về việc thông qua các trò chơi sẽ được chơi ở nước này. Trang web về trò chơi sau đó đã đi vào hoạt động cùng với bản xem trước đầu tiên vào ngày 31 tháng 3, 2023 và mở đăng ký trước trong cùng ngày. Thử nghiệm beta kín được thực hiện từ tháng 6 đến tháng 7 năm 2023 và vào ngày 3 tháng 8, 2023, trò chơi chính thức ra mắt tại Trung Quốc dưới dạng beta mở. Phiên bản tiếng Trung được phát hành bởi Yostar.
Vào tháng 10 năm 2023, Nexon thông báo phiên bản Global (toàn cầu) của trò chơi sẽ có mặt trên Galaxy Store cho các điện thoại Samsung. Phiên bản này được phát hành vào ngày 31 tháng 10.
Theo một cuộc phỏng vấn tại Đài Loan vào tháng 12 năm 2023, PD Kim Yong Ha giải thích rằng họ đã lên kế hoạch cho trò chơi trong vòng hai năm tới và dự kiến sẽ tiếp tục phát triển tối thiểu thêm 15 năm với cách tiếp cận hiện tại của họ. Ông cũng cho biết rằng hiện mọi người trong bộ phận phát triển đang tập trung vào việc khắc phục sự cố treo máy thường xảy ra trong trò chơi với lý do là mô hình 3D của họ ngày càng trở nên phức tạp hơn theo thời gian. Ông cũng nói thêm rằng mình chưa có kế hoạch cho việc tạo thêm phiên bản PC của trò chơi.

## Ảnh hưởng văn hóa và đón nhận

### Sự phổ biến
Mặc dù ban đầu bị chỉ trích vì thiếu nội dung, mức độ phổ biến của trò chơi đã tăng đáng kể sau những bản cập nhật cải thiện sau này, giờ đây trò chơi đang sở hữu lượng fan đông đảo, đặc biệt là trong khu vực Châu Á–Thái Bình Dương (chẳng hạn như Đông Nam Á, Nhật Bản và Hàn Quốc).
Trò chơi gần đây đã gây được tiếng vang lớn tại Comiket với dữ liệu của Comiket mùa hè 2023 (C102) cho thấy số lượng các dōjinshi và các mặt hàng hóa chỉ liên quan đến Blue Archive được tạo bởi các nhóm tác giả chiếm số lượng cao nhất với 894 sākuru (サークル, vòng tròn). Đây là mức tăng đột biến so với 446 sākuru tại Comiket mùa đông 2022 (C101). Trò chơi đã có một khu vực riêng để bán hàng tại Comiket mùa đông 2023 (C103) sau khi được xếp chung khu vực với các trò chơi có cùng thể loại khác. Có thông tin cho rằng một số nhân viên nổi tiếng của trò chơi như giám đốc phát triển PD Kim Yong Ha và nhà soạn nhạc Mitsukiyo cũng đến thăm các gian hàng trong sự kiện và gặp gỡ các nghệ sĩ như một hình thức hỗ trợ. Dựa trên cuộc khảo sát được thực hiện bởi Nikkei Entertainment vào ngày 16 tháng 12 năm 2023, những người hâm mộ của Blue Archive tại Nhật Bản có độ tuổi trung bình là 24, tỉ lệ nam–nữ là 80:20 nghiêng về phía nam.
Trò chơi cũng thu hút một số họa sĩ manga nổi tiếng trở thành người hâm mộ và cũng tạo ra các fan art cho trò chơi. Một trong số đó là tác giả Bocchi the Rock!, Hamaji Aki, người tham gia sự kiện C101 với "vòng tròn" của riêng cô và tạo ra dōjin Blue Archive. Vì tác phẩm Bocchi the Rock! của cô gần đây trở nên nổi tiếng với việc bộ anime chuyển thể được phát sóng một tuần trước sự kiện, việc cô xuất hiện tại sự kiện đã thu hút rất nhiều người hâm mộ xếp hàng tại gian hàng của cô. Điều này khiến ban tổ chức phải chuyển gian hàng của cô ra ngoài hội trường để tránh ùn tắc và gian hàng của cô nhanh chóng cháy hàng chỉ trong buổi trưa ngày đầu tiên diễn ra sự kiện. Cô tiếp tục tham gia Comiket tiếp theo với dōjin Blue Archive và cũng đã đóng góp vào một số hình ảnh quảng bá chính thức của trò chơi.

#### Giải thưởng
Blue Archive đã dành giải thưởng cho cách kể truyện hay nhất (Best Storytelling) từ công ty nghiên cứu thị trường Sensor Tower, đánh bại các đối thủ tiềm năng khác như Fate/Grand Order, Goddess of Victory: Nikke và Honkai: Star Rail.

#### Doanh thu
Tổng doanh thu của tất cả phiên bản của trò chơi tính đến năm 2023 là 240 triệu USD và đó là doanh thu khổng lồ đối với một tựa game gacha mới. Phiên bản tiếng Nhật của trò chơi đóng góp một phần lớn trong đó. Vào tháng 8 năm 2023, trò chơi ghi nhận thu về 19 triệu USD cho phiên bản tiếng Nhật và 4 triệu USD cho phiên bản toàn cầu.
Theo Nexon, Blue Archive là một trong những trò chơi có doanh thu cao nhất trong báo cáo tài chính hàng quý của họ, đặc biệt là trò chơi đóng góp lớn nhất vào doanh thu ở Nhật Bản trong Báo cáo tài chính quý 2 năm 2023.

### Tranh cãi

#### Kiểm duyệt nội dung phiên bản toàn cầu
Phiên bản toàn cầu của trò chơi đã bị chỉ trích nặng nề vì đã kiểm duyệt một số cảnh so với phiên bản tiếng Nhật mặc dù Nexon đã hứa sẽ giữ nguyên nội dung. Một số phân cảnh đã được thay đổi hoặc phóng to, một số đoạn hội thoại "mạo hiểm" cũng đã được giảm tông màu trong bản dịch. Điều này dẫn đến việc người dùng ném bom đánh giá trên cả Google Play và App Store. Tuy nhiên phiên bản tiếng Hàn không bị ảnh hưởng bởi những thay đổi này.
Do đó, trưởng nhóm phát triển PD Kim Yong Ha đã phản hồi bằng cách nói rằng họ cần tuân thủ "các yêu cầu bên ngoài" để có thể tiếp thị trò chơi của mình ở các khu vực khác và xin lỗi người chơi vì đã không giữ lời hứa.
Việc kiểm duyệt chỉ được đảo ngược vào tháng 11 năm 2022 khi Nexon giới thiệu phiên bản "xếp hạng T" dành riêng cho phiên bản toàn cầu (được đánh dấu là Blue Archive (15) trong Play Store và Blue Archive (12) trong App Store) trong khi nâng xếp hạng độ tuổi trò chơi gốc ở cả hai nền tảng lên 17+ (hoặc 18+ ở Hàn Quốc), chủ yếu là do hội đồng xếp hạng Hàn Quốc tăng xếp hạng độ tuổi của phiên bản gốc.

#### Tranh cãi về hội đồng xếp hạng Hàn Quốc
Hội đồng xếp hạng Hàn Quốc, Ủy ban quản lý và xếp hạng trò chơi (GRAC) đã sửa đổi xếp hạng trò chơi của Blue Archive và Fate/Grand Order từ 15+ thành 18+ vào tháng 10 năm 2022. Việc chỉnh sửa đã gây phẫn nộ cho rất nhiều người hâm mộ; một bản kiến nghị được đưa ra với chữ ký của hơn 5,400 người kêu gọi kiểm toán đối với GRAC. Động thái này đã thu hút sự chú ý của một thành viên Quốc hội, Lee Sang-Heon của Đảng Dân chủ Hàn Quốc, đồng thời là thành viên của Ủy ban Văn hóa và Thể thao, ông đã đưa vấn đề này lên ủy ban. Tổng Kiểm toán đã quyết định tổ chức một cuộc kiểm toán toàn diện đối với hội đồng. Kết quả của cuộc kiểm toán được công bố vào tháng 7 năm 2023, cho thấy GRAC đã lạm dụng tiền của một hệ thống có tên là "Hệ thống quản lý tích hợp trò chơi tự xếp hạng" (Self-Rating Game Integrated Management System) để đào bitcoin trong khi hệ thống này chưa hề được hiện thực hóa. Văn phòng Kiểm toán đã có chỉ đạo tạm dừng hoạt động của hội đồng và khắc phục thiệt hại.